# الانتخابات العامة في المملكة المتحدة 2005
أُجريت الانتخابات العامة في المملكة المتحدة لعام 2005 يوم الخميس الموافق 5 مايو 2005، وذلك لانتخاب 646 عضوًا في مجلس العموم البريطاني. وقد تمكَّن حزب العمّال الحاكم، بقيادة رئيس الوزراء توني بلير، من تحقيق فوزه الثالث على التوالي، ليُصبح بلير بذلك ثاني زعيم في تاريخ حزب العمّال – بعد هارولد ويلسون – يُشكّل ثلاث حكومات بأغلبية برلمانية.
ومع ذلك، تراجعت الأغلبية التي حصل عليها الحزب إلى 66 مقعدًا فقط، بعد أن كانت قد بلغت 167 مقعدًا في الانتخابات السابقة قبل أربع سنوات. وقد فسّرت وسائل الإعلام البريطانية نتائج الانتخابات على أنها مؤشر على تآكل الثقة في الحكومة، وبشكل خاص في شخص توني بلير.